# Murrayglossus
Espèce
Murrayglossus est un genre éteint d'échidnés à long bec (ou bec courbe) ayant vécu  au Pléistocène en Australie-Occidentale.

## Description
Cette espèce n'est connue que par quelques os découverts en 1914 par Ludwig Glauert,. 
Murrayglossus hacketti mesurait environ 1 mètre de long, 0,60 mètre de haut pour un poids estimé à 30 kilogrammes. C'est le plus grand monotrème connu.
Murrayglossus est caractérisé  des jambes plus longues et plus droites que n'importe quel échidné moderne. Ses grandes pattes pourraient indiquer une adaptation à la vie en forêt dense.